# Lanas
Lanas is een gemeente in het Franse departement Ardèche (regio Auvergne-Rhône-Alpes) en telt 325 inwoners (1999). De plaats maakt deel uit van het arrondissement Largentière.
In Lanas ligt Henri Charrière (1906-1973), schrijver van het boek Papillon, begraven.

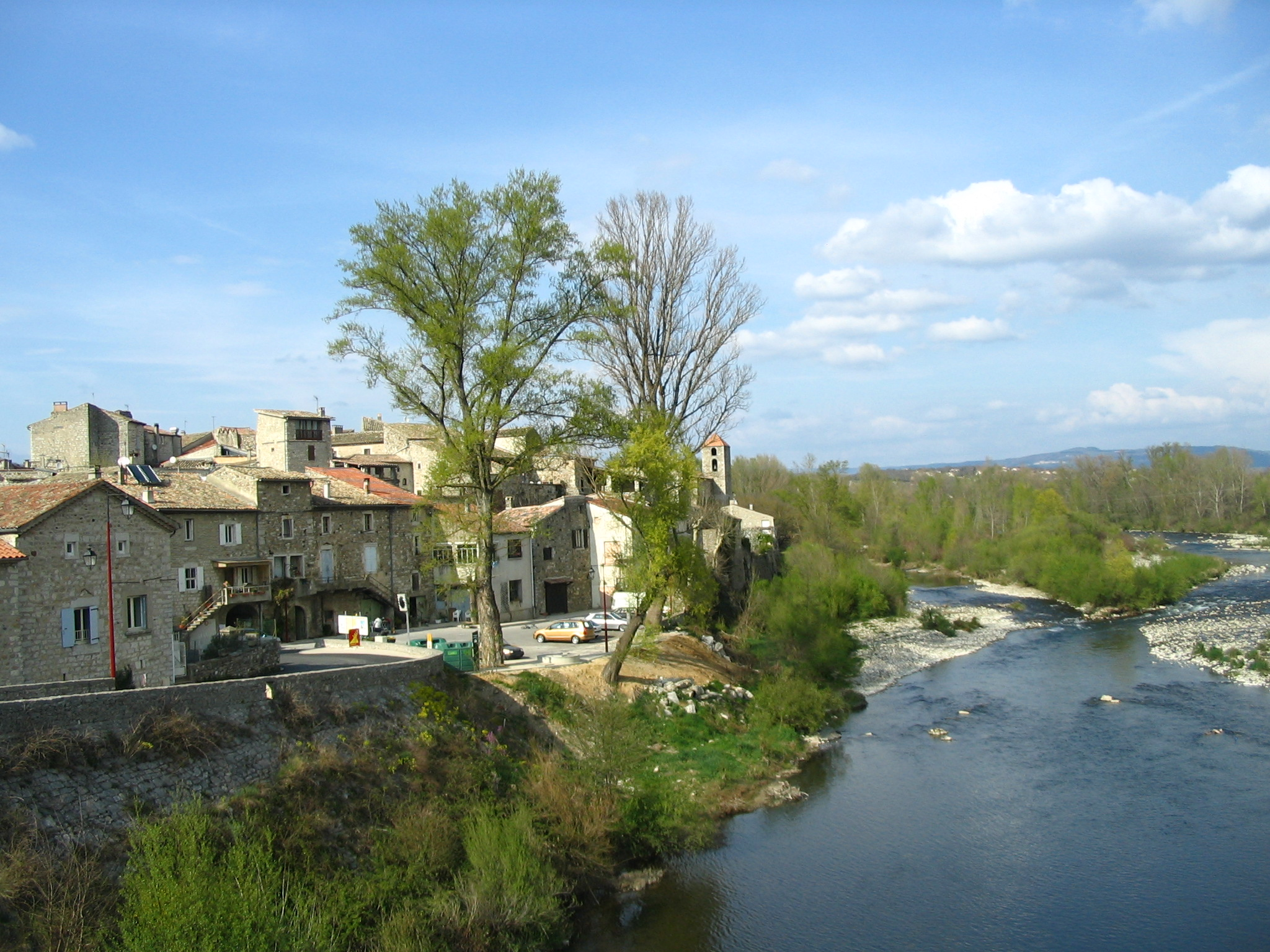
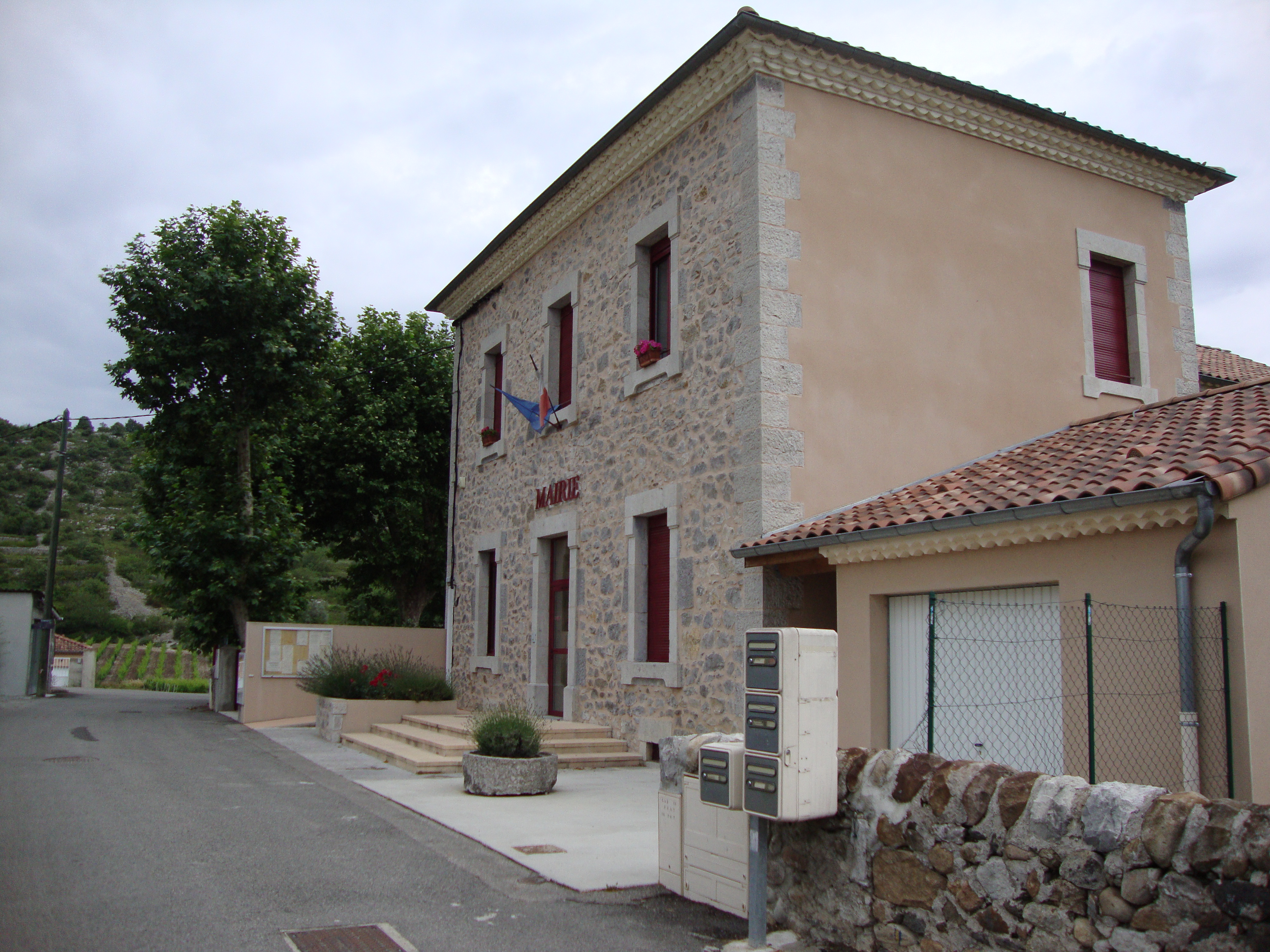

## Geografie
De oppervlakte van Lanas bedraagt 9,8 km², de bevolkingsdichtheid is 33,2 inwoners per km².

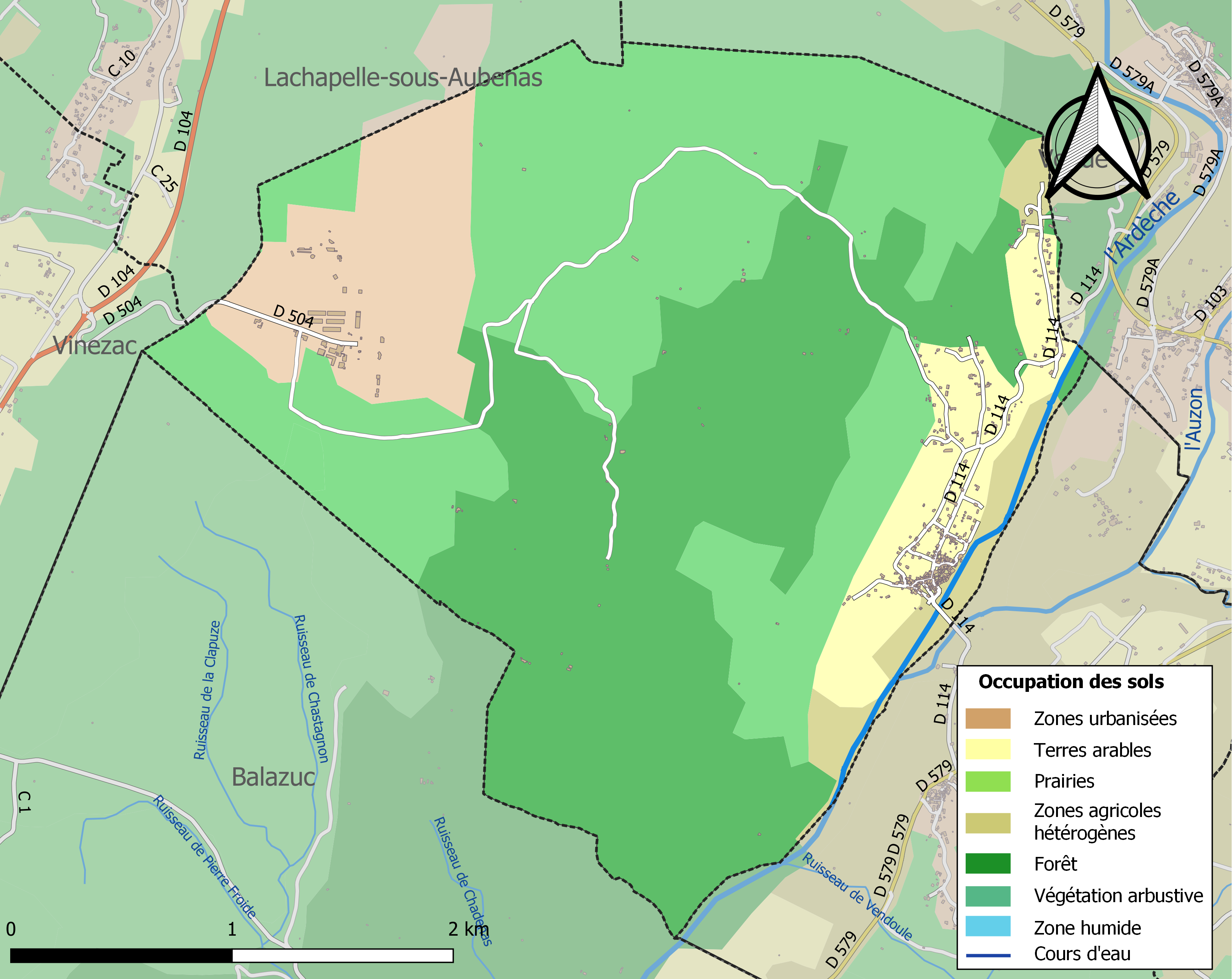
Kaart van de gemeente met belangrijkste infrastructuur, bodemgebruik en omliggende gemeenten

## Demografie
Onderstaande figuur toont het verloop van het inwonertal (bron: INSEE-tellingen).

Vanwege een beveiligingsprobleem met de MediaWiki Graph-software is het momenteel niet mogelijk deze grafiek weer te geven. Zodra de software is bijgewerkt zal de grafiek vanzelf weer zichtbaar worden.